# Bengt Hansson (1925–2000)
Bengt Ingemar Hansson, född 1 december 1925 i Malmö, död 7 januari 2000, var en svensk målare och konstpedagog. 
Han var son till Tage Hansson och Berta Vilhelmina Persson samt från 1952 gift med Inger Elisabet Malmsten. 
Hansson studerade konst för sin far vid Skånska målarskolan i Malmö 1942 och med ett stipendium kunde han studera för André Lhote i Paris. Han kom att efterträda sin far 1965 som lärare vid skolan fram till 1988 då den övertogs av Medborgarskolan. 
Hans konst består av figurkompositioner blomsterstilleben och landskapsbilder. Bengt Hansson är begravd på Limhamns kyrkogård i Malmö.